# 田村遺跡群
田村遺跡群（たむらいせきぐん）は、高知県南国市田村にある遺跡群。史跡指定はされていない。全国で最大級の弥生時代の集落遺跡として知られる。

## 概要
1955年（昭和30年）、郷土史家だった浜田春水が、水田に散らばった弥生時代前期の土器片を採取し、発見場所の小字名から「西見当遺跡」と名付けられたが、当時は僅か水田数枚分の広さだった。同年に高知県教育委員会が発掘調査を行い、発掘された土坑から弥生前期中葉の土器が出土して「西見当式土器」と命名された。その後も調査は小規模に継続され、環濠の一部が確認されて、全国でも数少ない弥生前期の環濠集落として注目を集めるようになる。遺跡の周辺では造成工事などで土器が次々と出土し、遺跡の範囲も徐々に拡大されて、名称も大字名の田村を採って「田村遺跡」と呼ばれるようになる。1980年から3年間に亘って高知空港のジェット化に伴う第1次発掘調査が、1996年から4年に亘って同空港の滑走路拡張工事に伴う第2次発掘調査がそれぞれ行われ、2回の大規模調査によって縄文時代から近代に及ぶ複合遺跡であることが新たに判明、中でも弥生時代の遺跡規模が非常に大きく注目される。これまで調査された弥生時代遺跡の中で日本最大級のものとなる。約2000年前（弥生時代中期後半）からの約100年間につくられた竪穴建物約450棟、掘立柱建物約400棟の、計約850棟の建物遺構が確認されている。
三重の環濠、大量の弥生土器、ガラス玉、環状石斧、銅鏡片、神殿らしい建物が描かれた土器、人面獣身の土偶などが出土。北部九州より古い弥生土器もあるとされ、集落は早くから発展し、盛期には「1000人規模の弥生都市だった」との見解も出されている。

## ギャラリー

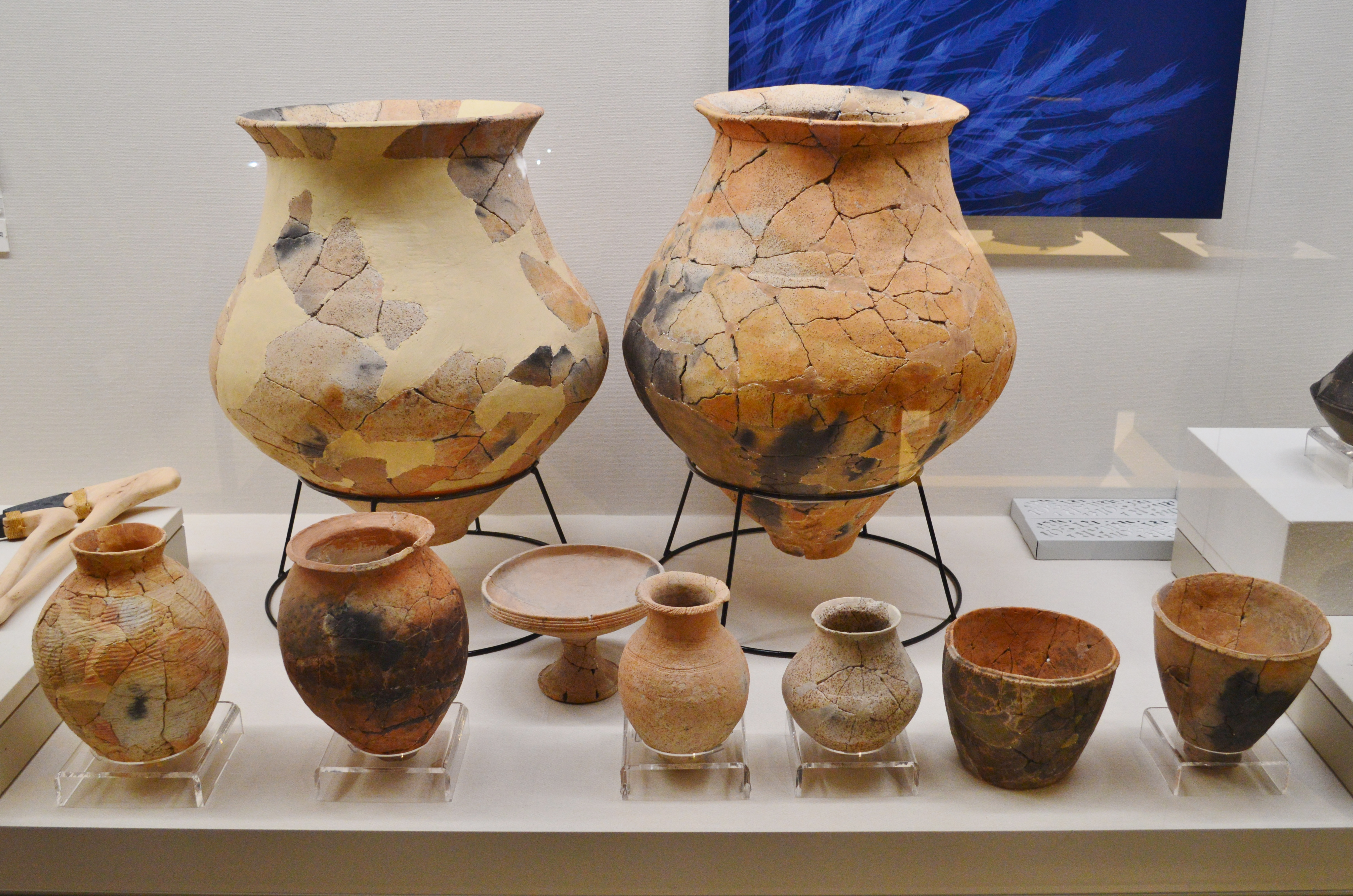
出土土器 高知県立歴史民俗資料館展示。
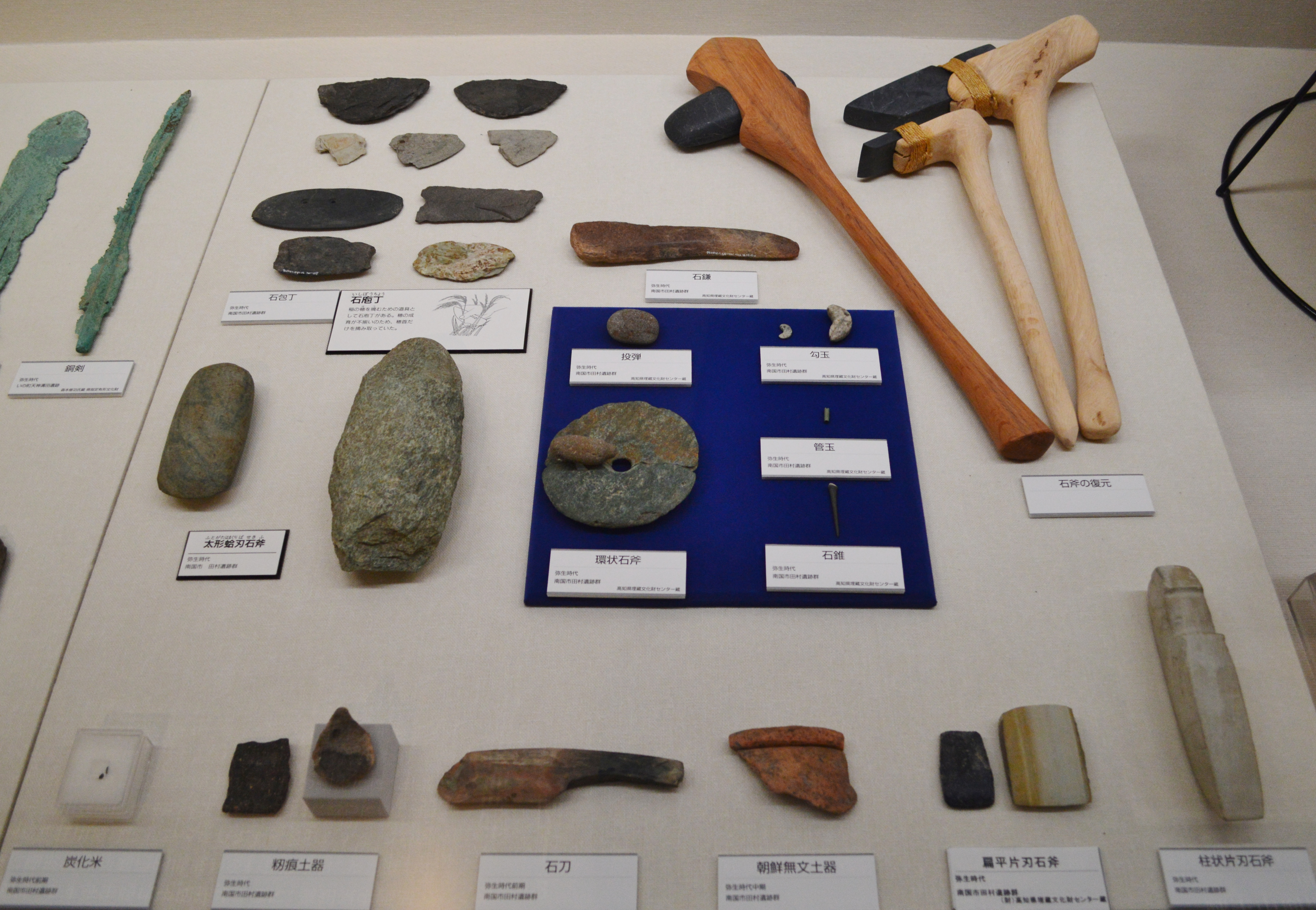
出土品 高知県立歴史民俗資料館展示。

## その他
- 出土した土器等から年代をみると、弥生時代の中期末頃（紀元前1世紀）に大きなピークがあり、調査区東半ではほぼ全面に遺構が展開。調査範囲の西端部であるⅠ区では、後期終末（紀元2世紀頃）の竪穴建物跡が2棟出土[2]。

- 多数の地元産土器の中に近畿地方産の土器が含まれており、遠隔地との交流がうかがわれている。
- これまでの調査成果からは、遺構が散在する中期中頃までの景観から中期末の大集落、そして後期後半には急激に減少に向かい、終末期には少数の建物が周辺部のみに営まれるという経緯をたどったことがわかった。これらのことから、紀元前1世紀にピークを迎え、紀元2世紀頃に急激に減少していることから、邪馬台国が魏志倭人伝に報告された倭国大乱の時期に、集落は縮小に向かったことが判った。